# Lago Neltume
El lago Neltume es un cuerpo de agua superficial de origen glaciar de Chile, uno de los integrantes del grupo conocido como los Siete Lagos, que se encuentra en la comuna de Panguipulli, en la provincia de Valdivia de la XIV Región de Los Ríos.

## Descripción
El lago posee dos afluentes importantes: el río Cua-Cua por el norte y el río Chanchán por el sureste, y sólo un efluente, el corto río Neltume, que se une muy pronto al río Fuy —el emisario del lago Pirehueico— para dar lugar al río Llanquihue y acabar desaguando en el lago Panguipulli, parte de la cuenca alta del río Valdivia.

Diagrama unifilar de la cuenca del río Valdivia.

## Historia
Recibe su nombre del mapudungun montulvn we, lugar liberado
Luis Risopatrón lo describe sucintamente en su Diccionario Jeográfico de Chile de 1924:
Neltume (Lago) 39° 47' 71° 58'. Tiene unos 7 kilómetros de largo i se encuentra a 325 m de altitud, entre cerros de faldas escarpadas, hacia el E del lago de Panguipulli. 86, p. 207 plano; 120, p. 57 i 320; 134; 149, II, p. 31; i 156.

## Hidrografía
El lago Neltume pertenece a la cuenca del río Valdivia y es un lago monomíctico temperado de origen glacial.: 27 

## Población, economía y ecología

### Estado trófico
La eutrofización es el envejecimiento natural de cuerpos lacustres (lagos, lagunas, embalses, pantanos, humedales, etc.) como resultado de la acumulación gradual de nutrientes, un incremento de la productividad biológica y la acumulación paulatina de sedimentos provenientes de su cuenca de drenaje.: 4  Su avance es dependiente del flujo de nutrientes, de las dimensiones y forma del cuerpo lacustre y del tiempo de permanencia del agua en el mismo.: 24  En estado natural la eutrofización es lenta (a escala de milenios), pero por causas relacionadas con el mal uso del suelo, el incremento de la erosión y por la descarga de aguas servidas domésticas entre otras, puede verse acelerado a escala temporal de décadas o menos.: 4  Los elementos más característicos del estado trófico son fósforo, nitrógeno, DBO5 y clorofila y la propiedad turbiedad.
Existen diferentes criterios de clasificación trófica que caracterizan la concentración de esos elementos (de menor a mayor concentración) como: ultraoligotrófico, oligotrófico, mesotrófico, eutrófico, hipereutrófico. Ese es el estado trófico del elemento en el cuerpo de agua. Los estados hipereutrófico y eutrófico son estados no deseados en el ecosistema, debido a que los bienes y servicios que nos brinda el agua (bebida, recreación, higiene, entre otros) son más compatibles con lagos de características ultraoligotróficas, oligotróficas o mesotróficas.: 14 
Según un informe de la Dirección General de Aguas de 2018, el lago tenía estado ultraoligotrófico, respectivamente oligotrófico con excepción de algunos valores altos para fósforo
total indicando un estado mesotrófico (DGA/DCPRH 18, 2014).: 27 